# Lucio Gelio Publícola
Lucio Gelio Publícola  fue un político y militar romano.

## Carrera política
Nadie de su familia había alcanzado ninguno de los altos cargos del estado antes que él. Fue contubernalis del cónsul Cayo Papirio Carbón. El año en que fue pretor se desconoce, pero después de su pretura recibió la provincia de Acaya, con el título de procónsul, y durante su gobierno ofreció, en son de burla, su mediación entre los filósofos rivales de Atenas, para conciliar sus controversias. En 74 a. C. defendió la causa de Marco Octavio Ligur, cuyo adversario se vio injustamente favorecido por el pretor Verres.
En 72 a. C. alcanzó el consulado con Cneo Cornelio Léntulo Clodiano, un año después del inicio del levantamiento de Espartaco. Los dos cónsules fueron asignados a la guerra contra los esclavos sublevados.
En un principio derrotó a los veinte mil esclavos rebeldes que lideraba Criso cerca del monte Gargano, en Apulia, en donde el líder rebelde perdió la vida y ordenó a sus hombres marchar al norte en persecución del resto de sediciosos. Con Clodiano combatiendo a Espartaco en el norte, Gelio esperaba atacar por detrás y acabar con ellos. No obstante, Clodiano cayó derrotado y Espartaco atacó a Gelio, sobre el que también alcanzó la victoria. A continuación, los dos cónsules unieron sus fuerzas, pero fueron derrotados nuevamente en Picenum.
Fue por esta época, en que los cónsules presentaron e hicieron aprobar una ley para ratificar las concesiones de ciudadanía que había hecho Pompeyo a Hispania. Otra propuesta de los cónsules fue que ningún provincial podría ser acusado de crímenes capitales en ausencia. Esta ley iba dirigida contra Verres.
El Senado decidió entonces destituir a los dos cónsules y conceder el mando a Craso. En 70 a. C. Gelio y Clodiano alcanzaron la censura. y ejercieron el cargo con severidad, expulsando a muchos senadores entre los cuales estaba Cayo Antonio Híbrida. Fue durante su censura que Pompeyo, que era entonces cónsul, apareció como un ecuestre común en el solemne desfile de los équites, y, entre los aplausos de los espectadores, llevó su caballo ante la silla curul de los censores, y respondió a las preguntas de rigor.
En 67 y 66 a. C. sirvió como uno de los legados de Pompeyo en la guerra contra los piratas teniendo a su cargo el mar de Toscana. Durante la primera conspiración de Catilina se hizo un intento para apoderarse de su flota, y aunque lo pudo evitar estuvo a punto de morir. Por eso en el año 63 a. C. dio activo apoyo a Cicerón en la represión de la conspiración, y propuso que Cicerón debía ser recompensado con una corona cívica. A partir de ese momento fue muy cercano del orador y del partido aristocrático.
En 59 a. C. se opuso a la ley agraria de Julio César; en 57 a. C. se manifestó a favor de llamar del exilio a Cicerón. Todavía estaba vivo en 55 a. C., cuando Cicerón pronunció su discurso contra Pisón, pero probablemente murió poco después. Se sabe que se casó dos veces.